# Титтенхёрст
Титтенхёрст-парк (англ. Tittenhurst Park) — усадьба в графстве Беркшир неподалёку от Аскота. Расположена на 29 га земельных угодий, рядом с границей с Сурреем.
В XIX веке усадьба принадлежала филантропу Томасу Холлоуэю. В мае 1969 года Титтенхёрст приобрели Джон Леннон и Йоко Оно. До 1971 года усадьба была их основной резиденцией. Осенью 1969 года, по приглашению Леннона, в Титтенхёрсте в течение семи недель жил основатель Международного общества сознания Кришны Бхактиведанта Свами Прабхупада вместе с группой своих американских учеников. В этот период кришнаиты участвовали в проводимых в усадьбе реставрационных работах. В 1970 году Леннон открыл в Титтенхёрсте студию звукозаписи Ascot Sound. Именно здесь был записан легендарный альбом Леннона Imagine.
В 1973 году Леннон в качестве оплаты за долги передал усадьбу в собственность Ринго Старра, который поселился здесь с семьёй и переименовал студию Ascot Sound в Startling Studios. В 1988 году усадьбу за 5 млн фунтов стерлингов приобрёл президент Объединённых Арабских Эмиратов, миллиардер шейх Зайд ибн Султан аль-Нахайян (1918—2004). В настоящее время Титтенхёрст оценивается в 30 млн фунтов стерлингов.

## Интересные факты
Во время пребывания в Титтенхёрсте осенью 1969 года кришнаиты открыли в одном из помещений усадьбы временный храм Радхи-Кришны, ставший первым кришнаитским храмом в Великобритании. За несколько недель до прибытия кришнаитов, 22 августа 1969 года, в Титтенхёрсте состоялась последняя фотосессия The Beatles, в ходе которой «ливерпульскую четвёрку» сфотографировали у входа в это помещение. В феврале 1970 года эта фотография стала обложкой битловского альбома-сборника Hey Jude.